# Nex Entertainment
Nex Entertainment (précédemment connu sous GAU Entertainment et Nextech) était un studio japonais de développement de jeux vidéo fondé en 1992 et situé à Tokyo.
L'entreprise ne commercialise ou ne publie habituellement pas les jeux qu'elle développe mais se charge de développer des jeux pour d'autres sociétés sur la base de contrats. Ses clients sont Sega, Capcom, Namco, Takara, Taito, Atlus et Square Enix.
Originellement, la société est fondée en tant que GAU Entertainment. Deux ans plus tard, elle fusionne pour devenir Nextech, puis est finalement rachetée par Sega en 1997.
La compagnie ferme ses portes courant 2016.

## Jeux développés

### Arcade
- Cobra the Arcade
- Time Crisis 3
- Time Crisis 4

### Dreamcast
- Dino Crisis
- Dream Studio
- Resident Evil: Code Veronica
- Resident Evil: Code Veronica X
- Type X: Spiral Nightmare (annulé)

### Game Boy Advance
- Shining Soul (développé avec Grasshopper Manufacture)
- Shining Soul II (développé avec Grasshopper Manufacture)

### GameCube
- Resident Evil Code: Veronica X

### Mega Drive
- Soleil
- Pro Striker Final Stage
- Ranger X
- YuYu Hakusho: Gaiden

### Nintendo DS
- Children of Mana
- Lupin Sansei: Shijou Saidai no Zunousen

### Nintendo 3DS
- Crimson Shroud
- Rental Bukiya de Omasse

### PlayStation 2
- Dynasty Tactics 2
- Lupin III: Columbus no Isan wa Akenisomaru
- Lupin III: Lupin ni wa Shi o, Zenigata ni wa Koi o
- Resident Evil: Code Veronica X
- Resident Evil: Survivor 2 - Code Veronica
- Shining Tears
- Shining Wind
- Shirachuu Tankenbu
- Time Crisis 3

### PlayStation 3
- Bayonetta
- Time Crisis 4
- Time Crisis: Razing Storm

### Sega Saturn
- Battle Arena Toshinden Remix
- Battle Arena Toshinden U.R.A
- Choro Q Park
- Cyber Speedway
- D-Xhird
- Linkle Liver Story
- Pro Yakyuu Greatest Nine '98
- Pro Yakyuu Greatest Nine '98 Summer Action
- Resident Evil

### Windows
- Chi Q no Tomodachi
- Dark Eyes
- Dark Eyes 2000
- Dream Studio
- You will go out to the Pico-town!

### WonderSwan Color
- Dark Eyes: BattleGate

### Xbox
- Shin Megami Tensei: NINE
- Touge R